# Olympisches Fußballturnier 1972/Gruppe B
| Pl. | Land        | Sp. | S | U | N | Tore    | Diff. | Punkte |
| --- | ----------- | --- | - | - | - | ------- | ----- | ------ |
| 1.  | Polen       | 3   | 2 | 1 | 0 | 008:200 | +6    | 05:10  |
| 2.  | Sowjetunion | 3   | 2 | 0 | 1 | 008:200 | +6    | 04:20  |
| 3.  | Dänemark    | 3   | 1 | 1 | 1 | 004:400 | ±0    | 03:30  |
| 4.  | Marokko     | 3   | 0 | 0 | 3 | 001:110 | −10   | 0:60   |

Gruppe B im olympischen Fußballturnier 1972:

## Sowjetunion – Marokko 3:0 (2:0)
| Sowjetunion                                                         | Sowjetunion | Marokko | Marokko |
| ------------------------------------------------------------------- | --- | --- | ------- |
| Sowjetunion                                                         | \| 1. Gruppenspieltag \| \| Sonntag, 3. September 1972 um 21:00 Uhr in München (Olympiastadion) \| \| Zuschauer: 55.000 \| \| Schiedsrichter: Guillermo Velásquez ( Kolumbien) \| \| Spielbericht \|                                                                                                  | \| 1. Gruppenspieltag \| \| Sonntag, 3. September 1972 um 21:00 Uhr in München (Olympiastadion) \| \| Zuschauer: 55.000 \| \| Schiedsrichter: Guillermo Velásquez ( Kolumbien) \| \| Spielbericht \|                                                                               | Marokko |
| Sowjetunion                                                         | Jewgeni Rudakow – Murtas Churzilawa – Rewas Dsodsuaschwili (77. Jurij Istomyn), Wolodymyr Kaplytschnyj, Jewgeni Lowtschew – Wiktor Kolotow, József Szabó, Howhannes Sanasanjan – Gennadi Jewrjuschichin, Wjatscheslaw Semenow (67. Jurij Jelissjejew), Oleh Blochin Cheftrainer: Alexander Ponomarjow | Mohamed Hazzaz – Ahmed Najah – Boujemaâ Benkhrif , Abdallah Lamrani, Larbi lhardane – Abdelali Zahraoui (46. Mustapha Yaghcha), Mohamed El Filali, Khalifa Elbakhti – Mahjoub Ghazouani (65. Abdallah Tazi), Ahmed Faras, Abdelmajid Hadry Cheftrainer: Sabino Barinaga ( Spanien) | Marokko |
| Sowjetunion                                                         | 1:0 Semjonow (1.) 2:0 Kolotow (15.) 3:0 Jelissjejew (69.) | | Marokko |
| Sowjetunion                                                         | Dsodsuaschwili | | Marokko |
| 1. Gruppenspieltag                                                  | | |         |
| Sonntag, 3. September 1972 um 21:00 Uhr in München (Olympiastadion) | | |         |
| Zuschauer: 55.000                                                   | | |         |
| Schiedsrichter: Guillermo Velásquez ( Kolumbien)                    | | |         |
| Spielbericht                                                        | | |         |

## Dänemark – Polen 1:1 (1:1)
| Dänemark                                                            | Dänemark | Polen | Polen |
| ------------------------------------------------------------------- | --- | --- | ----- |
| Dänemark                                                            | \| 1. Gruppenspieltag \| \| Sonntag, 3. September 1972 um 15:00 Uhr in Regensburg (Jahnstadion) \| \| Zuschauer: 4.000 \| \| Schiedsrichter: Abdelkader Aouissi ( Algerien) \| \| Spielbericht \|                         | \| 1. Gruppenspieltag \| \| Sonntag, 3. September 1972 um 15:00 Uhr in Regensburg (Jahnstadion) \| \| Zuschauer: 4.000 \| \| Schiedsrichter: Abdelkader Aouissi ( Algerien) \| \| Spielbericht \|                                                                      | Polen |
| Dänemark                                                            | Mogens Therkildsen – Svend Andresen – Flemming Ahlberg, Per Røntved , Jørgen Rasmussen – Max Rasmussen, Jack Hansen, Kristen Nygaard – Allan Simonsen, Heino Hansen, Keld Bak Cheftrainer: Rudolf Strittich ( Österreich) | Hubert Kostka – Jerzy Gorgoń – Antoni Szymanowski, Zygmunt Anczok, Lesław Ćmikiewicz – Zygfryd Szołtysik (72. Zbigniew Gut), Kazimierz Deyna, Zygmunt Maszczyk – Włodzimierz Lubański , Robert Gadocha, Joachim Marx (46. Grzegorz Lato) Cheftrainer: Kazimierz Górski | Polen |
| Dänemark                                                            | 1:0 Heino Hansen (27.) | 1:1 Deyna (36.) | Polen |
| 1. Gruppenspieltag                                                  | | |       |
| Sonntag, 3. September 1972 um 15:00 Uhr in Regensburg (Jahnstadion) | | |       |
| Zuschauer: 4.000                                                    | | |       |
| Schiedsrichter: Abdelkader Aouissi ( Algerien)                      | | |       |
| Spielbericht                                                        | | |       |

## Dänemark – Marokko 3:1 (0:0)
| Dänemark                                                               | Dänemark | Marokko | Marokko |
| ---------------------------------------------------------------------- | --- | --- | ------- |
| Dänemark                                                               | \| 2. Gruppenspieltag \| \| Dienstag, 5. September 1972 um 16:30 Uhr in Passau (Dreiflüssestadion) \| \| Zuschauer: 3.100 \| \| Schiedsrichter: Werner Winsemann ( Kanada) \| \| Spielbericht \|                                                                  | \| 2. Gruppenspieltag \| \| Dienstag, 5. September 1972 um 16:30 Uhr in Passau (Dreiflüssestadion) \| \| Zuschauer: 3.100 \| \| Schiedsrichter: Werner Winsemann ( Kanada) \| \| Spielbericht \|                                                                                            | Marokko |
| Dänemark                                                               | Mogens Therkildsen – Svend Andresen – Flemming Ahlberg, Per Røntved , Jørgen Rasmussen – Sten Ziegler, Jack Hansen, Kristen Nygaard – Allan Simonsen (46. Max Rasmussen), Heino Hansen (64. Leif Printzlau), Keld Bak Cheftrainer: Rudolf Strittich ( Österreich) | Mohamed Hazzaz – Ahmed Najah – Boujemaâ Benkhrif , Khalifa Elbakhti, Larbi lhardane – Mustapha Yaghcha (70. Mustapha el Zaghrari), Mohamed El Filali, Abdelali Zahraoui – Abdallah Tazi (60. Ahmed Mohamed Tati), Mohamed Merzaq, Mahjoub Ghazouani Cheftrainer: Sabino Barinaga ( Spanien) | Marokko |
| Dänemark                                                               | 1:0 Bak (55.) 2:0 Bak (83.) 3:1 Printzlau (90.) | 2:1 Merzaq (89.) | Marokko |
| Dänemark                                                               | Andresen | Zahraoui, Najah | Marokko |
| 2. Gruppenspieltag                                                     | | |         |
| Dienstag, 5. September 1972 um 16:30 Uhr in Passau (Dreiflüssestadion) | | |         |
| Zuschauer: 3.100                                                       | | |         |
| Schiedsrichter: Werner Winsemann ( Kanada)                             | | |         |
| Spielbericht                                                           | | |         |

## Polen – Sowjetunion 2:1 (0:1)
| Polen                                                                 | Polen | Sowjetunion | Sowjetunion |
| --------------------------------------------------------------------- | --- | --- | ----------- |
| Polen                                                                 | \| 2. Gruppenspieltag \| \| Dienstag, 5. September 1972 um 16:30 Uhr in Augsburg (Rosenaustadion) \| \| Zuschauer: 5.000 \| \| Schiedsrichter: Henry Øberg ( Norwegen) \| \| Spielbericht \|                                                                               | \| 2. Gruppenspieltag \| \| Dienstag, 5. September 1972 um 16:30 Uhr in Augsburg (Rosenaustadion) \| \| Zuschauer: 5.000 \| \| Schiedsrichter: Henry Øberg ( Norwegen) \| \| Spielbericht \| | Sowjetunion |
| Polen                                                                 | Hubert Kostka – Jerzy Gorgoń (37. Jerzy Kraska) – Antoni Szymanowski, Zygmunt Anczok, Lesław Ćmikiewicz – Zbigniew Gut (71. Zygfryd Szołtysik), Marian Ostafiński, Kazimierz Deyna, Zygmunt Maszczyk – Włodzimierz Lubański , Robert Gadocha Cheftrainer: Kazimierz Górski | Jewgeni Rudakow – Murtas Churzilawa – Rewas Dsodsuaschwili, Wolodymyr Kaplytschnyj, Jewgeni Lowtschew – Wiktor Kolotow, József Szabó, Howhannes Sanasanjan (87. Anatolij Kuksow) – Gennadi Jewrjuschichin, Wjatscheslaw Semenow (73. Wolodymyr Onyschtschenko), Oleh Blochin Cheftrainer: Alexander Ponomarjow | Sowjetunion |
| Polen                                                                 | 1:1 Deyna (79., Foulelfmeter) 2:1 Szołtysik (87.) | 0:1 Blochin (28.) | Sowjetunion |
| Polen                                                                 | Ćmikiewicz | Kolotow | Sowjetunion |
| 2. Gruppenspieltag                                                    | | |             |
| Dienstag, 5. September 1972 um 16:30 Uhr in Augsburg (Rosenaustadion) | | |             |
| Zuschauer: 5.000                                                      | | |             |
| Schiedsrichter: Henry Øberg ( Norwegen)                               | | |             |
| Spielbericht                                                          | | |             |

## Sowjetunion – Dänemark 4:0 (2:0)
| Sowjetunion                                                          | Sowjetunion | Dänemark | Dänemark |
| -------------------------------------------------------------------- | --- | --- | -------- |
| Sowjetunion                                                          | \| 3. Gruppenspieltag \| \| Freitag, 8. September 1972 um 16:30 Uhr in Augsburg (Rosenaustadion) \| \| Zuschauer: 4.000 \| \| Schiedsrichter: Doğan Babacan ( Türkei) \| \| Spielbericht \| | \| 3. Gruppenspieltag \| \| Freitag, 8. September 1972 um 16:30 Uhr in Augsburg (Rosenaustadion) \| \| Zuschauer: 4.000 \| \| Schiedsrichter: Doğan Babacan ( Türkei) \| \| Spielbericht \|                                                                            | Dänemark |
| Sowjetunion                                                          | Wolodymyr Pilhuj – Murtas Churzilawa – Jurij Istomyn, Wolodymyr Kaplytschnyj, Jewgeni Lowtschew – Wiktor Kolotow, József Szabó, Anatolij Kuksow – Gennadi Jewrjuschichin, Wjatscheslaw Semenow (63. Arkadi Andreasjan), Oleh Blochin (74. Sergei Olschanski) Cheftrainer: Alexander Ponomarjow | Mogens Therkildsen – Svend Andresen – Flemming Ahlberg, Per Røntved , Jørgen Rasmussen – Max Rasmussen, Jack Hansen, Kristen Nygaard (68. Hans Ewald Hansen) – Allan Simonsen (46. Leif Printzlau), Heino Hansen, Keld Bak Cheftrainer: Rudolf Strittich ( Österreich) | Dänemark |
| Sowjetunion                                                          | 1:0 Kolotow (20.) 2:0 Semjonow (28.) 3:0 Blochin (55.) 4:0 Szabó (88.) | | Dänemark |
| Sowjetunion                                                          | Hans Ewald Hansen | | Dänemark |
| 3. Gruppenspieltag                                                   | | |          |
| Freitag, 8. September 1972 um 16:30 Uhr in Augsburg (Rosenaustadion) | | |          |
| Zuschauer: 4.000                                                     | | |          |
| Schiedsrichter: Doğan Babacan ( Türkei)                              | | |          |
| Spielbericht                                                         | | |          |

## Polen – Marokko 5:0 (3:0)
| Polen                                                                     | Polen | Marokko | Marokko |
| ------------------------------------------------------------------------- | --- | --- | ------- |
| Polen                                                                     | \| 3. Gruppenspieltag \| \| Freitag, 8. September 1972 um 16:30 Uhr in Nürnberg (Städtisches Stadion) \| \| Zuschauer: 5.000 \| \| Schiedsrichter: Francesco Francescon ( Italien) \| \| Spielbericht \|                                                                        | \| 3. Gruppenspieltag \| \| Freitag, 8. September 1972 um 16:30 Uhr in Nürnberg (Städtisches Stadion) \| \| Zuschauer: 5.000 \| \| Schiedsrichter: Francesco Francescon ( Italien) \| \| Spielbericht \|                                                                             | Marokko |
| Polen                                                                     | Hubert Kostka – Jerzy Gorgoń – Antoni Szymanowski, Zygmunt Anczok, Lesław Ćmikiewicz (66. Zygmunt Maszczyk) – Jerzy Kraska (46. Zygfryd Szołtysik), Kazimierz Deyna, Marian Ostafiński – Włodzimierz Lubański , Robert Gadocha, Kazimierz Kmiecik Cheftrainer: Kazimierz Górski | Mohamed Hazzaz (46. Ahmed Belkorchi) – Khalifa Elbakhti – Boujemaâ Benkhrif , Abdallah Lamrani, Larbi lhardane – Mustapha Yaghcha, Mohamed El Filali, Abdelali Zahraoui – Abdallah Tazi (46. Mahjoub Ghazouani), Ahmed Faras, Mohamed Merzaq Cheftrainer: Sabino Barinaga ( Spanien) | Marokko |
| Polen                                                                     | 1:0 Kmiecik (3.) 2:0 Lubański (10.) 3:0 Deyna (45., Foulelfmeter) 4:0 Gadocha (53.) 5:0 Deyna (63.) | | Marokko |
| Polen                                                                     | lhardane, Ghazouani | | Marokko |
| 3. Gruppenspieltag                                                        | | |         |
| Freitag, 8. September 1972 um 16:30 Uhr in Nürnberg (Städtisches Stadion) | | |         |
| Zuschauer: 5.000                                                          | | |         |
| Schiedsrichter: Francesco Francescon ( Italien)                           | | |         |
| Spielbericht                                                              | | |         |